# Rétnik
Rétnik – kaszubski demon zwodzący ludzi czarodziejską muzyką. Znany był również z tego, iż podrzucał muzykom zaczarowane instrumenty lub zaklinał ich własne. Szczególnie uaktywniał się podczas postu i adwentu, gdy zabawa była zabroniona.
Drewniana figura przedstawiająca Rétnika, jako jedna z 13 figur szlaku turystycznego „Poczuj kaszubskiego ducha" współfinansowanego ze środków unijnych i wykonana przez Jana Redźko na podstawie opracowania "Bogowie i duchy naszych przodków. Przyczynek do kaszubskiej mitologii" Aleksandra Labudy, znajduje się w miejscowości Linia.

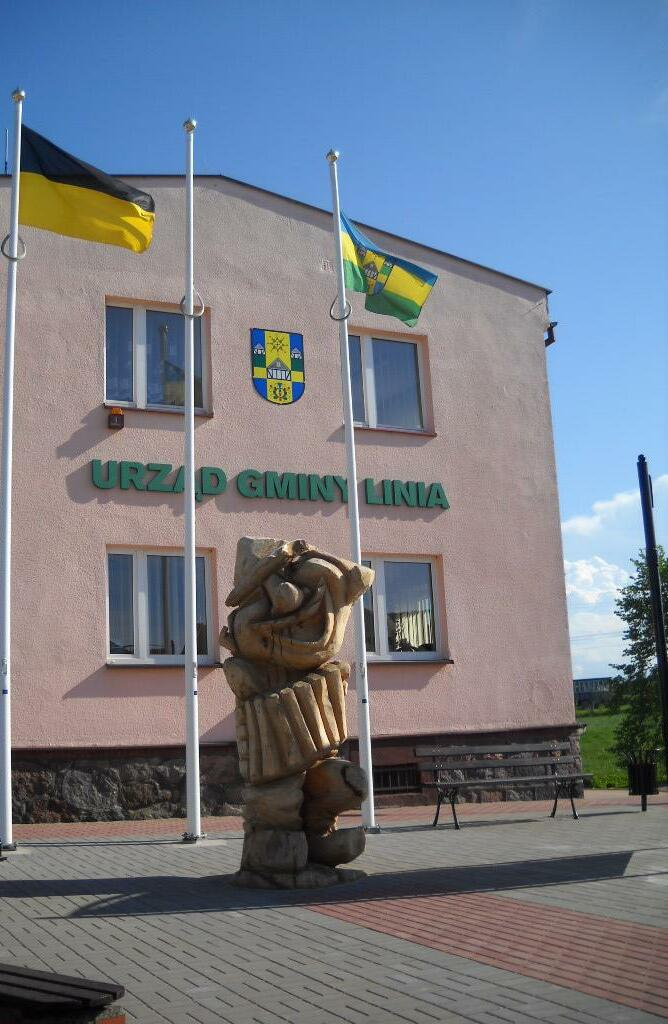
Rétnik, rzeźba wykonana przez artystę ludowego Jana Redźko